# Машкино (Воронежская область)
Ма́шкино — село в Лискинском районе Воронежской области.
Входит в состав Бодеевского сельского поселения.

## Население
| 1859 | 1897 | 2010 |
| ---- | ---- | ---- |
| 514  | ↗669 | ↘173 |

## Улицы
- ул. Банникова,
- ул. Речная,
- ул. Тимофеева.